# Anarta tristis
Anarta tristis är en fjärilsart som beskrevs av Jacob Hübner 1827. Anarta tristis ingår i släktet Anarta och familjen nattflyn. Inga underarter finns listade i Catalogue of Life.